# مقاطعة لوبانا
مقاطعة لوبانا، هي إحدى مقاطعات محافظة ساو تومي. وهي من بين المقاطعات السبع التي تشكل الجزر الأطلسية الاستوائية في ساو تومي وبرنسيب، تعد ثالث أكبر منطقة من حيث عدد السكان وتغطي حوالي 105 كيلومترات مربع. ويبلغ عدد سكانها 20,007 (2012). وعاصمتها هي غوادالوبي.

## السكان
- 1940 ،9,240 (15.2% من السكان)
- 1950 ،8,190 (13.6% من السكان)
- 1960: 7,875 (12.3% من السكان)
- 1970: 9,361 (12.7% من السكان)
- 1981: 11,776 (12.2% من السكان)
- 1991: 14,173 (12.1% من السكان)[2]
- 2001: 15,187 (11.0% من السكان)
- 2008: 17,311 (تقدير)[2]
- 2012: 20,007[2]

## توأمة
لمقاطعة لوبانا اتفاقيات توأمة مع كل من:
- سيكسال
- فيلا دو كوندي